# Arike Ogunbowale
Arike Ogunbowale (Milwaukee, 2 marzo 1997) è una cestista statunitense, professionista nella WNBA.

## Carriera
È stata selezionata dalle Dallas Wings al primo giro del Draft WNBA 2019 (5ª scelta assoluta).

## Statistiche

### College
| Anno       | Squadra             | PG  | PT  | MP   | TC%  | 3P%  | TL%  | RP  | AP  | PRP | SP  | PP   |
| ---------- | ------------------- | --- | --- | ---- | ---- | ---- | ---- | --- | --- | --- | --- | ---- |
| 2015-2016  | Notre Dame F. Irish | 35  | 0   | 19,3 | 43,3 | 39,1 | 71,8 | 3,4 | 1,2 | 0,6 | 0,1 | 11,4 |
| 2016-2017  | Notre Dame F. Irish | 37  | 36  | 29,4 | 44,9 | 45,4 | 73,2 | 4,8 | 1,9 | 1,2 | 0,2 | 15,9 |
| 2017-2018† | Notre Dame F. Irish | 38  | 38  | 34,3 | 44,3 | 38,2 | 79,6 | 5,4 | 2,8 | 1,4 | 0,1 | 20,8 |
| 2018-2019  | Notre Dame F. Irish | 39  | 39  | 32,7 | 44,6 | 35,9 | 80,4 | 4,9 | 3,8 | 1,9 | 0,1 | 21,8 |
| Carriera   | Carriera            | 149 | 113 | 29,2 | 44,4 | 39,3 | 77,0 | 4,6 | 2,4 | 1,3 | 0,1 | 17,6 |

### WNBA

#### Regular Season
| Anno     | Squadra      | PG  | PT  | MP   | TC%  | 3P%  | TL%  | RP  | AP  | PRP | SP  | PP   |
| -------- | ------------ | --- | --- | ---- | ---- | ---- | ---- | --- | --- | --- | --- | ---- |
| 2019     | Dallas Wings | 33  | 28  | 32,1 | 38,8 | 35,2 | 81,5 | 2,4 | 3,2 | 1,1 | 0,0 | 19,1 |
| 2020     | Dallas Wings | 22  | 22  | 34,0 | 41,3 | 33,6 | 85,6 | 2,8 | 3,5 | 1,6 | 0,0 | 22,8 |
| 2021     | Dallas Wings | 32  | 32  | 31,3 | 38,3 | 37,6 | 86,4 | 3,2 | 3,3 | 1,1 | 0,0 | 18,7 |
| 2022     | Dallas Wings | 30  | 30  | 31,4 | 40,0 | 35,2 | 79,8 | 3,3 | 3,6 | 1,5 | 0,1 | 19,7 |
| 2023     | Dallas Wings | 40  | 40  | 37,2 | 39,8 | 34,3 | 87,6 | 3,4 | 4,5 | 1,7 | 0,1 | 21,2 |
| 2024     | Dallas Wings | 38  | 38  | 38,6 | 38,3 | 34,6 | 92,1 | 4,6 | 5,1 | 2,1 | 0,3 | 22,2 |
| Carriera | Carriera     | 195 | 190 | 34,4 | 39,3 | 35,0 | 85,9 | 3,3 | 3,9 | 1,5 | 0,1 | 20,6 |

#### Playoffs
| Anno     | Squadra      | PG | PT | MP   | TC%  | 3P%  | TL%  | RP  | AP  | PRP | SP  | PP   |
| -------- | ------------ | -- | -- | ---- | ---- | ---- | ---- | --- | --- | --- | --- | ---- |
| 2021     | Dallas Wings | 1  | 1  | 35,0 | 50,0 | 50,0 | 50,0 | 2,0 | 2,0 | 1,0 | 0,0 | 22,0 |
| 2022     | Dallas Wings | 1  | 0  | 6,0  | 0,0  | 0,0  | -    | 0,0 | 0,0 | 0,0 | 0,0 | 0,0  |
| 2023     | Dallas Wings | 5  | 5  | 37,8 | 38,8 | 35,1 | 64,3 | 4,8 | 5,2 | 1,6 | 0,0 | 19,6 |
| Carriera | Carriera     | 7  | 6  | 32,9 | 39,3 | 36,7 | 62,5 | 3,7 | 4,0 | 1,3 | 0,0 | 17,1 |

## Palmarès
- Campionessa NCAA (2018)
- NCAA Basketball Tournament Most Outstanding Player (2018)
- Atleta femminile dell'anno dell'Atlantic Coast Conference (2018) – tutti gli sport
- 1x All-WNBA First Team (2020)
- 2x All-WNBA Second Team (2021, 2024)
- WNBA All-Rookie First Team (2019)
- Migliore marcatrice WNBA (2020)